# 自由對流高度

斜溫圖標示出當氣塊沿著 B-C-E 的途徑上升時，其溫度 (T) 和濕度 (Tw)與周圍環境空氣的比較。其中的C點即為自由對流高度。

自由對流高度（level of free convection、LFC）是在近地面氣塊上升的過程中，當氣塊的溫度與環境溫度相同，且環境的溫度垂直遞減率大於濕絕熱溫度垂直遞減率時，氣塊所處的高度位置即為自由對流高度。 
通常尋找自由對流高度的位置是從近地面的溫度出發，沿著乾絕熱氣溫垂直遞減率走，直到與氣塊的水氣混和比線相交：此時氣塊達到飽和，此點為舉升凝結高度。從此點開始改沿著濕絕熱氣溫垂直遞減率(潛熱釋放)走，直到與環境溫度相當時，若氣塊繼續往上仍比環境溫度高，則為自由對流高度，反之則為平衡高度。
氣塊通過自由對流高度之後，由於上方的環境空氣溫度比氣塊更低，因此氣塊會繼續獲得浮力，加速上升，直到氣塊與環境溫度相當的平衡高度為止(圖中的E點)。如果一個氣塊在垂直運動過程中有一個以上的自由對流高度，則此大氣處於不穩定狀態，容易有積雲或雷暴產生。

## 更多相關
- 大氣對流
- 大氣熱力學
- 對流可用位能
- 對流不穩定度
- 自由對流層

## 外部連結
- SKEW-T: A LOOK AT LFC （页面存档备份，存于）
- Level of free convection (LFC) (Glossary of Meteorology)